# Lucius Calpurnius Bestia (Konsul)
Lucius Calpurnius Bestia (auch: Piso Bestia) war ein römischer Politiker des späten 2. Jahrhunderts v. Chr.
Erstmals ins politische Rampenlicht trat Bestia 121 v. Chr., als er sich auf die Seite des Adels gegen Gaius Sempronius Gracchus stellte. 111 v. Chr. wurde er zum Konsul gewählt und fungierte während seiner Amtszeit als Feldherr im Jugurthinischen Krieg. Dieser endete allerdings recht bald zu günstigen Konditionen für die römischen Gegner, da Bestia sich vom Feind kaufen ließ. Daraufhin ordnete Gaius Mamilius ein rechtliches Verfahren gegen ihn an, in dessen Zuge er vermutlich mit einigen weiteren Aristokraten verbannt wurde.
Im Jahr 90 v. Chr. wird erneut ein Bestia erwähnt, der, nachdem er in Italien Aufstände anzetteln wollte, ins Exil floh, um Repressalien gegen sich zu vermeiden. Ob dieser jedoch mit dem Konsul identisch ist, ist nicht klar.
Sowohl Sallust als auch Cicero fanden später lobende Worte für ihn, da er ihrer Meinung nach eine hohe Qualifikation im politischen Bereich aufwies. Sie bemängelten jedoch seine Käuflichkeit, die seiner Moral schadete.